# ミア・スリープルトン
ミア・ハニー・スリープルトン（Mia Honey Threapleton、2000年10月12日 - ）は、イギリスの女優。日本では、ミア・スレアプレトンとも表記されることがある。イギリスの有名女優ケイト・ウィンスレットの実娘である。

## 主な出演作品

### 映画
- 『ヴェルサイユの宮廷庭師』（en） - A Little Chaos （2014年）
- Shadows（en）（2020年）
- 『ファイアーブランド ヘンリー8世最後の妻』 - Firebrand （2023年）
- 『グレート・スクープ』（en） - Scoop （2024年）
- The Phoenician Scheme（en）（2025年）

### テレビ
- Dangerous Liaisons（en）（2022年）
- 『I AM 私の分岐点』（en） - I Am...
  - シーズン3「I AM ルース」（I Am Ruth ）に出演（2022年放映）。
- 『バカニアーズ』（en） - The Buccaneers （2023年）